# Vulsor isaloensis
Vulsor isaloensis är en spindelart som först beskrevs av Ono 1993.  Vulsor isaloensis ingår i släktet Vulsor och familjen Ctenidae.
Artens utbredningsområde är Madagaskar. Inga underarter finns listade i Catalogue of Life.